# Mon curé
Pour les articles homonymes, voir Curé (homonymie).
« Mon curé » est une expression désignant un personnage de fiction dans les titres des romans et des films qui le mettent en scène. Ce curé est à l'origine un personnage littéraire, créé par Clément Vautel dans le roman Mon curé chez les riches, paru en 1923. Ce personnage a été repris par l'auteur dans deux autres romans. Il est devenu dès 1925 un personnage de théâtre puis un personnage de cinéma, avec des films adaptés ou librement inspirés de l'œuvre de Vautel.

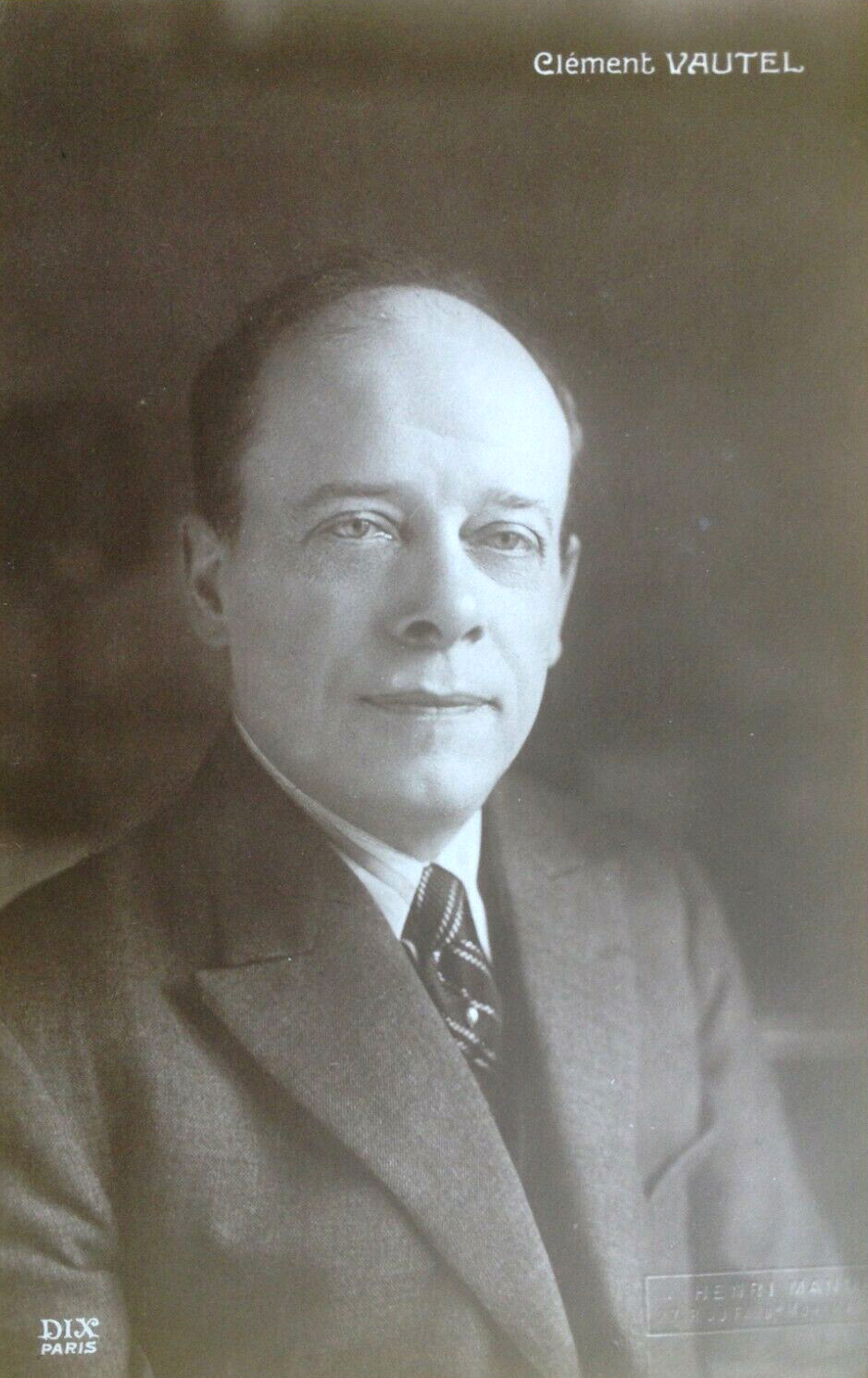
Clément Vautel, créateur du personnage.

Ce titre ne définit pas toujours dans chaque œuvre le même individu, dont le nom varie selon les œuvres où il apparaît : l'abbé Pellegrin dans les romans et la majorité des adaptations, puis l'abbé Sourire, le curé Daniel et le père Maximin dans les films les plus tardifs. On ignore par ailleurs à qui se rapporte le déterminant possessif « mon », mais il peut s'agir originellement des soldats de la Première Guerre mondiale dont il est l'aumônier.
Les films sont d'abord des adaptations des romans initiaux puis, avec de plus en plus de liberté de ton avec le propos d'origine, ils s'orientent vers la comédie souvent fondée sur le choc culturel et considérée comme franchouillarde pour certains.

## Romans
- 1923 : Mon curé chez les riches, de Clément Vautel
- 1925 : Mon curé chez les pauvres, de Clément Vautel
- 1928 : Le Bouif chez mon curé, de Clément Vautel et Georges de La Fouchardière

## Pièces de théâtre
- 1925 : Mon curé chez les riches d'André de Lorde et Pierre Chaine, création le 4 mai 1925 au Théâtre Sarah-Bernhardt[1]
- 1930 : Mon curé chez les pauvres d'André de Lorde et Pierre Chaine, création le 28 avril 1930 au Théâtre Sarah-Bernhardt[2]

## Films
- 1925 : Mon curé chez les riches de Donatien - le curé est l'abbé Pellegrin, interprété par Donatien lui-même
- 1925 : Mon curé chez les pauvres de Donatien - le curé est l'abbé Pellegrin, interprété par Donatien lui-même
- 1932 : Mon curé chez les riches de Donatien - le curé est l'abbé Pellegrin, interprété par Jim Gérald
- 1938 : Mon curé chez les riches de Jean Boyer - le curé est l'abbé Pellegrin, interprété par Bach
- 1952 : Mon curé chez les riches d'Henri Diamant-Berger - le curé est l'abbé Pellegrin, interprété par Yves Deniaud
- 1956 : Mon curé chez les pauvres d'Henri Diamant-Berger - le curé est l'abbé Pellegrin, interprété par Yves Deniaud
- 1956 : Mon curé champion du régiment d'Émile Couzinet - le curé est l'abbé Sourire, interprété par Frédéric Duvallès
- 1982 : Mon curé chez les nudistes de Robert Thomas - le curé est le curé Daniel, interprété par Paul Préboist
- 1983 : Mon curé chez les Thaïlandaises de Robert Thomas - le curé est le père Maximin, interprété par Maurice Risch